# Alexander Barclay de Tolly-Weymarn

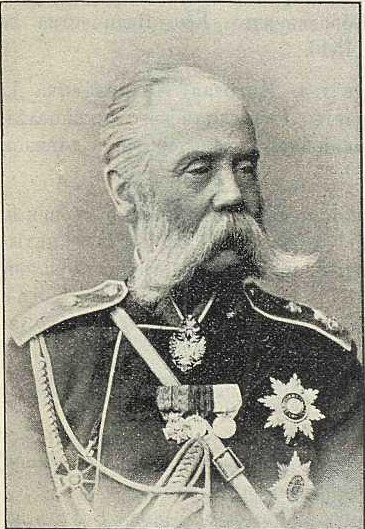
Fürst Alexander Barclay de Tolly-Weymarn

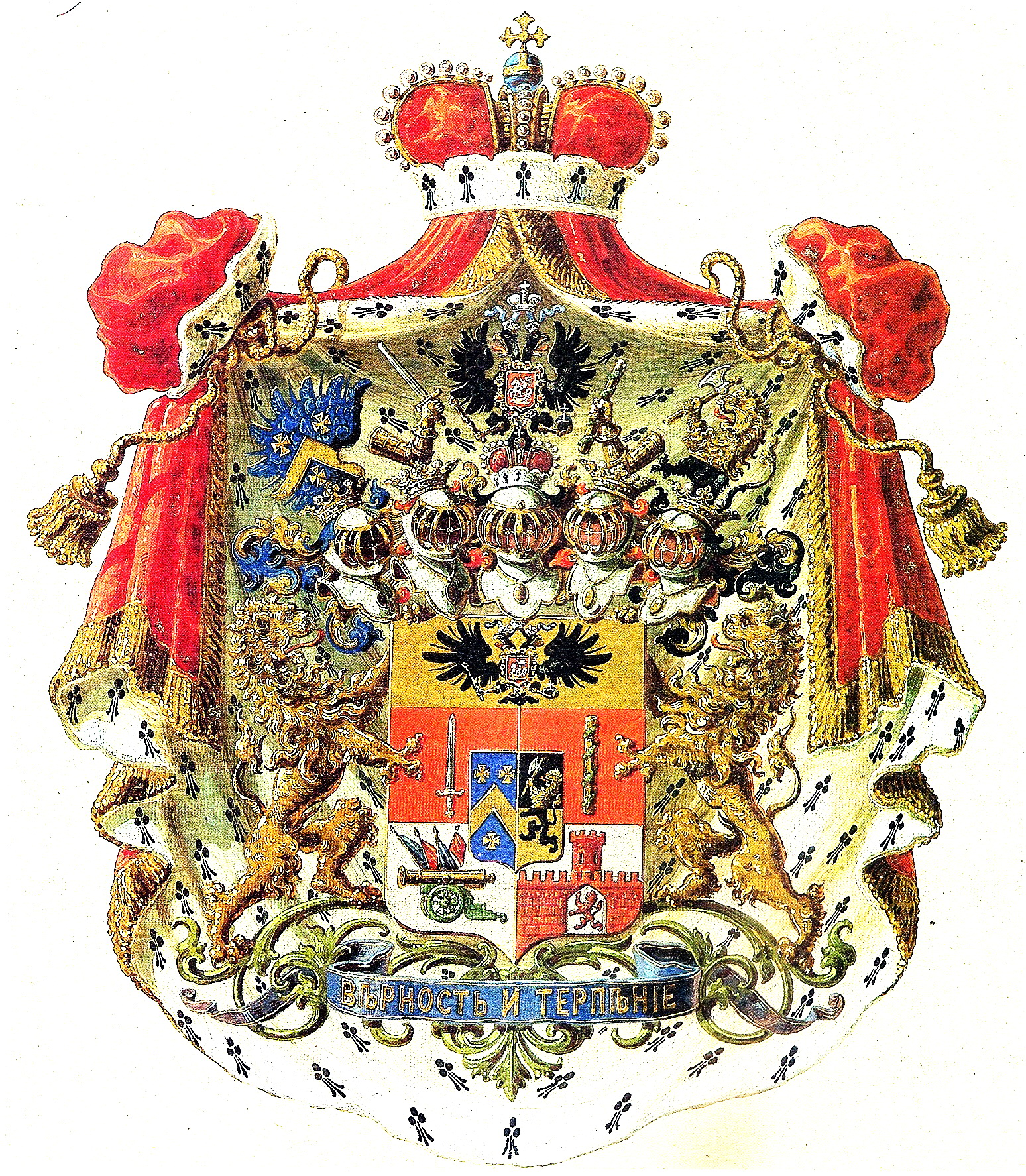
Fürstliches Wappen (1880) Barclay de Tolly-Weymarn

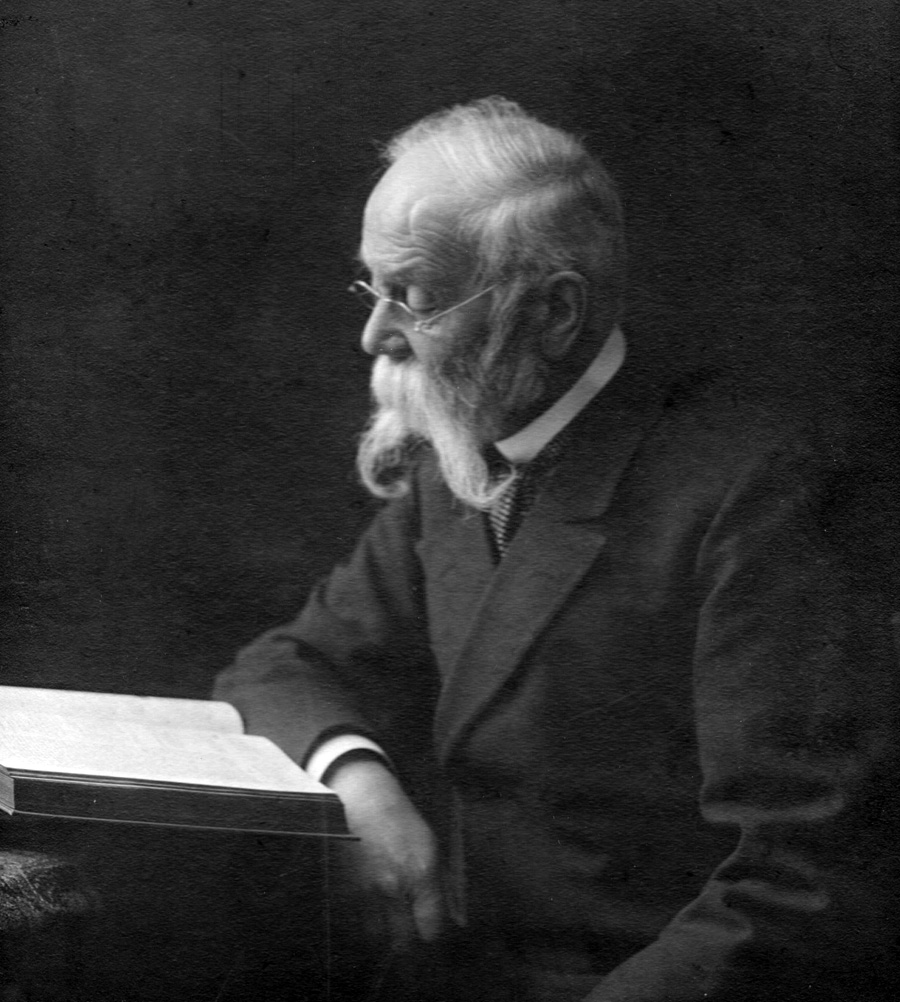
Fürst Alexander Barclay de Tolly-Weymarn

Fürst Alexander Magnus Friedrich Barclay de Tolly-Weymarn (russisch Александр Петрович Барклай-де-Толли-Веймарн; * 10. Dezemberjul. / 22. Dezember 1824greg. in Pernau; † 25. Apriljul. / 8. Mai 1905greg. in Dresden) war ein kaiserlich-russischer General der Infanterie.

## Leben

### Herkunft
Alexander Barclay de Tolly-Weymarn entstammte dem deutsch-baltischen Adelsgeschlecht Weymarn. Seine Eltern waren der kaiserlich-russische Generalleutnant und Generaladjutant Wilhelm von Weymarn (1793–1846) und Christine von Lüders (1803–1887).

### Militärkarriere
Er begann seine Laufbahn in der Armee beim Pagenkorps in Sankt Petersburg.
Seit 1843 stand er als Fähnrich im Preobraschenski-Leib-Garderegiment und wurde 1849 Flügeladjutant und Adjutant beim Chef des kaiserlichen Hauptquartiers. 1855 avancierte er zum Oberst und war von 1856 bis 1863 Kommandant des Kaiserlichen Hauptquartiers. Er stieg 1860 zum Generalmajor auf. Von 1863 bis 1867 war er Kommandeur des Pawlowski-Garde-Regiments, wurde 1867 zum Generaladjutant und Generalleutnant befördert und war von 1868 bis 1876 Kommandeur der 26. Infanterie-Division. 1876 stieg er zum kommandierenden General der Infanterie A. K. auf, nahm 1877/1878 am Russisch-Osmanischen Krieg teil, wurde 1882 letztmals befördert, zum General der Infanterie, und dimittierte schließlich 1888.
Am 17. Mai 1872 wurde durch Senatsverfügung, sowie erneut am 2. November 1872 durch allerhöchsten Erlass, der Fürstentitel des russischen Generalfeldmarschalls Michael Andreas Barclay de Tolly, dessen Linie erloschen war, auf dessen Schwesterenkel und Großneffen Alexander von Weymarn erblich übertragen. Dieser führte fortan den Titel Fürst mit der Anrede Erlaucht und den Namen Barclay de Tolly-Weymarn. Die so gestiftete fürstliche Linie ist jedoch mit seinem Enkel, dem kaiserlich-russischen Rittmeister im Leibgarde-Husarenregiment, Fürst Nikolaus Barclay de Tolly-Weymarn (1892–1964), erloschen.
Alexander Barclay de Tolly-Weymarn war Inhaber des Familienfideikommisses Beckhof im damaligen Kreis Fellin, der bis zur estnischen Landreform 1919 im Familienbesitz blieb. Er besaß ebenfalls den (nicht erhaltenen) Landsitz Kaskowo im Gouvernement Sankt Petersburg, etwa 60 km südwestlich von Sankt Petersburg. 1883 wurde seine Familie bei der livländischen Ritterschaft immatrikuliert.

## Auszeichnungen

### Russische Orden
- St. Wladimirorden 4. (1856), 3. (1860) und 2. (1869) Klasse
- St. Annaorden 3. (1849), 2. (1855) und 1. (1864) Klasse
- Kaiserlich-Königlicher Orden vom Weißen Adler
- St. Stanislausorden 1. Klasse (1861)
- Alexander-Newski-Orden (1886)

### Ausserrussische Orden
- oldenburgisches Verdienstkreuz 3. Klasse
- Großkreuz des Dannebrogordens
- Roter Adlerorden 1. Klasse (1873)
- österreichischer Orden der Eisernen Krone 1. Klasse (1874)
- Großkreuz des schwedischen Schwertordens
- Großkreuz des Hausordens der Wendischen Krone

## Familie
Fürst Alexander Magnus Friedrich Barclay de Tolly-Weymarn (1824–1905), Fideikommissherr auf Beckhof, Herr auf Kaskowo, kaiserlich-russischer General der Infanterie und Generaladjutant des Kaisers, ⚭ 1849 Freiin Marie Friederike von Seddeler (1825–1868), Tochter des kaiserlich-russischen Generalleutnants Freiherr Ludwig von Seddeler († 1852)
Kinder:
- Fürstin Alexandrine (Ada) Auguste Olga Barclay de Tolly-Weymarn (1854–1945), Schriftstellerin, ⚭ 1883 Alexis von Krusenstjerna a.d.H. Haggud (1859–1909), Herr auf Stäflö, Kalmar län, kaiserlich russischer Oberst
- Fürst Ludwig (Louis) Alexander Michael Barclay de Tolly-Weymarn (1859–1903), Kreisadelsmarschall von Peterhof, kaiserlich russischer Oberst des Leibgarderegiments der Grodnoschen Husaren und Attaché an der Botschaft in Paris, ⚭ 1882 Katharina Tschernyschew (1861–1925), Tochter des kaiserlich russischen Generalmajors Feodor Sergejewitsch Tschernyschew
- Fürstin Marie (Mira) Georgia Augusta Barclay de Tolly-Weymarn (1863–1939), ⚭ 1888 Freiherr Georg Christian Joachim von Thuemmler (1858–1922), Herr auf Selka, herzoglich sachsen-altenburgischer Kammerherr und Rechtsritter des Johanniterordens